# 巨人 (歌曲)
《GIANTS》是遊戲英雄聯盟推出的數位單曲，詞曲皆由Riot Games音樂團隊製作完成，於2019年11月10日正式發布。

## 介紹
「真傷樂團（True Damage）」是Riot Games推出的音樂組合，成員分別有姬亞娜（貝姬·G飾）、姍娜（琪琪‧帕瑪飾）、阿卡莉（田小娟飾）、艾克（Duckwrth飾）及犽宿（Thutmose飾）組成。《GIANTS》作為真傷樂團的出道曲，首次公開於英雄联盟2019赛季全球总决赛的開幕舞台。